# Олександр III (папа римський)
Олександр III (лат. Alexander; в миру Роландо Бандінеллі італ. Rolando Bandinelli; бл. 1100 або 1105 — 30 серпня 1181) — сто шістдесят дев'ятий папа Римський (7 вересня 1159—30 серпня 1181), теолог.
Народився у Сієні, в шляхетній родині Рануччіо Бандінеллі. У жовтні 1150 року був призначений кардиналом. Спочатку був кардиналом-дияконом титулярної церкви Санті Козмі е Даміано (1150—1151), пізніше — кардиналом-священником з титулом Сан Марко (1151–1159).
У 1153 році став папським канцлером, був лідером кардиналів, які протистояли імператору Священної Римської Імперії Фрідріху І Барбароссі.
7 вересня 1159 року обраний папою більшістю, меншість кардиналів вибрала кардинала Октавіана, який прийняв ім'я Віктор IV. Цей антипапа та його наступники антипапи Пасхалій III і Калікст III мали підтримку імперського двору. Проте, після поразки у битві під Леньяно у 1176 році Барбаросса визнав Олександра III папою.
1170 року, після вбивства Томаса Бекета, погрожуючи інтердиктом, добився від Генріха II визнання папи верховним сюзереном англійської корони.
12 березня 1178 року Олександр III повернувся до Рима, який він раніше був змушений залишати двічі: перший раз з 1162 по 23 листопада 1165 року, коли його вислав до Кампанії Одо Франджіпане; другий раз у 1167 році.
Був першим папою, який звернув увагу на місіонерську діяльність на сході Балтійського узбережжя. У березні 1179 Олександр III скликав Третій Латеранський собор, на якому були затверджені деякі нові правила обрання папи, серед яких, наприклад, необхідність отримання двох третіх голосів кардиналів. Це правило було уточнено лише у 1996, коли було дозволено обрати папою простою більшістю після двох попередніх невдалих спроб голосування.
Помер у містечку Чивіта-Кастеллана 30 серпня 1181 року. Похований в Латеранській базиліці Святого Івана Хрестителя в Римі.

## Біографія
Майбутній папа Олександр III народився у шляхетній сієнській родині Бандінеллі. Його мирським ім'ям було Орландо (Orlando Bandinelli). Він став професором Болонського університету, мав репутацію знавця канонічного права і прославився виданням коментаря до «Decretum» Граціана, знаного під назвою «Summa Magistri Rolandi».
1150 року папа Євгеній III призвав Орландо Бандінеллі до Риму, де той швидко просунувся по ієрархічній драбині Церкви. Він став кардиналом-дияконом, а згодом кардиналом-священником з титулом святого Марака; пізніше — папським канцлером, довіреною особою і радником папи Адріана IV.
Орландо Бандінеллі вважався лідером партії самостійників серед кардиналів. Він прагнув звільнити Святий Престол від німецького імператорського ярма шляхом укладання військово-політичного союзу із норманами Неаполя. 1157 року кардинал Орландо відкрито виступив проти німецького імператора Фрідріха Барбароси на Безансонському з'їзді, де заявив, що імператорське достоїнство є папським бенефіцієм (beneficium, у загальному сенсі — «послугою», а не майновому сенсі — «феодом»). Це викликало гнів імператора та німецьких князів, зокрема його запеклого ворога Отто фон Віттельсбаха.
У відповідь, аби забезпечити вибори піддатливого понтифіка, імператор Фрідріх Барбароса вислав до Італії двох здібних емісарів — вищезгаданого Отто та кельнського архієпископа-курфюрста Райналда фон Дасселя. Вони мусили вести підривну діяльність серед кардиналів і римлян, користуючись їхніми слабкостями і страхами. Але більшість кардиналів обрали Орландо наступником папи Олександра III. Він став першим юристом на папському престолі.
Незабаром імператор провів конклав в Павії, де меншість кардиналів вибрали антипапою лояльного до Барбароси кардинала Октавіана. Він правив під іменем Віктор IV.
Загалом Олександр III пережив трьох антипап. Після відмови взяти участь у синоді у Павії у 1160 році, імператор Фрідріх оголосив Олександра схизматиком та ворогом імперії, на що папа відповів відлученням імператора від церкви. Владу Олександра III як законного Папи визнали Англія, Франція, пізніше Іспанія, Ірландія та Норвегія на синоді в Тулузі в жовтні 1160 року.
Однак у 1162 році Барбаросса завоював Мілан і Олександру довелося емігрувати до Франції, де він пробув до 1165 року. Восени 1165 року Папа повернувся до Риму, хоча Барбароса всіми силами підтримував Пасхалія III, наступника антипапи Віктора IV, який помер у 1164 році.
Папа користувався також підтримкою на півночі Італії, де на його честь було назване засноване у 1168 році місто Алессандрія. Тим не менш у 1167 році після захоплення Риму невгамовним імператором Барбаросою, він вимушений був втекти до Беневенто, щоб уникнути полону.
Тільки після жахливої епідемії малярії в  армії Барбароси,від якої постраждав також Рейнальд фон Дассель та поразки Барбаросси проти Ломбардії в 1176 році Олександр переміг імператора. Барбароса поцілував ноги Папи. Остаточний мир було заключено у 1177 році після чого імператор відмовився від антипапи Калікста III, визнавши Олександра законним Папою.
Також великим успіхом Олександра III було його політична перемога над Генріхом II Англійським, другим за могутністю правителем того часу, який хотів використати важку ситуацію Папи, щоб розширити свої суверенні права над церквою та хотів забезпечити дотримання світської юрисдикції в церкві через Кларедонські постанови 1164 року. Після того, як опонент Генріха архієпископ Томас Бекет був убитий, Генріху під загрозою інтердикту довелося скасувати постанови, пройти покарання бичуванням в Кентерберійському соборі в 1174 році і стояти на колінах біля могили Бекета цілу ніч.
Також Олександр III був занепокоєний зростанням популярності секти катарів, але його заклики були проігноровані.
У 1178 році Олександр повернувся до Риму, після чого у 1179 році на Латеранському соборі ухвалив рішення про те, що більшість у дві третини голосів є кворумом для папських виборів.
У кінці життя змагався з черговим Антипапою - Інокентієм III,  підкупивши його послідовників і ув'язнивши його в монастирі Ла Кава, але вже не зміг повернутися до Риму і помер у вигнанні у старому єпископському палаці біля собору в Чівіта-Кастеллана.
Був одним з найвидатніших пап Середньовіччя. Як юрист заклав основи законодавства для Ватикану, наприклад положення про  канонізацію святих, яке може приймати лише Ватикан.